# Victor Carbone
Victor Carbone (São Paulo, 13 de setembro de 1992) é um automobilista brasileiro.
Em 2014, depois de se consagrar campeão na Fórmula 2000 norte-americana, ter vencido o GP de Las Vegas de Indy Lights e de ter acumulado diversos pódios na categoria, Carbone foi convidado pela equipe italiana Trident para disputar a GP3 Series, uma das categorias de acesso a Fórmula 1. Porém, ele deixou a categoria antes de completar a metade da temporada.